# Saint-Sulpice-des-Landes, Loire-Atlantique
Saint-Sulpice-des-Landes (bretonska: Sant-Suleg-al-Lanneier) är en kommun i departementet Loire-Atlantique i regionen Pays de la Loire i nordvästra Frankrike. Kommunen ligger i kantonen Saint-Mars-la-Jaille som tillhör arrondissementet Ancenis. År 2018 hade Saint-Sulpice-des-Landes 673 invånare.

## Befolkningsutveckling
Antalet invånare i kommunen Saint-Sulpice-des-Landes
| Referens: INSEE |